# Telosticta paruatia
Telosticta paruatia là loài chuồn chuồn trong họ Platystictidae. Loài này được van Told mô tả khoa học đầu tiên năm 2005.